# Lambres-lez-Douai
Lambres-lez-Douai – miejscowość i gmina we Francji, w regionie Hauts-de-France, w departamencie Nord.
Według danych z 1990 r. gminę zamieszkiwały 5043 osoby, a gęstość zaludnienia wynosiła 572 osób/km² (wśród 1549 gmin regionu Nord-Pas-de-Calais Lambres-lez-Douai plasuje się na 180. miejscu pod względem liczby ludności, natomiast pod względem powierzchni na miejscu 395.).